# Рихард фон Куенбург
Рихард фон Куенбург (на немски: Richard von Khuenburg;* 12 февруари 1586; † 18 януари 1640) е фрайхер от род Куенбург в района на Залцбург в Австрия.

## Произход
Той е вторият син на Кристоф IV фон Куенбург (1542 – 1592) и съпругата му Анна Шурф цу Шьонверт († 1630), дъщеря на Вилхелм Шурф цу Шьонверт и Анна фон Куен и Белази. Брат е на фрайхер Карл фон Куенбург († сл. 12 март 1630).
От рода му има десет епископа, между тях три княжески архиепископа на Залцбург. Резиденцията на фамилията фон Куенбург е построеният от нея дворец Куенбург в Тамсвег в района на Залцбург.
Синът му Кристоф фон Куенбург е издигнат на граф.

## Фамилия
Рихард фон Куенбург се жени 1615 г. за Хелена фон Волкенщайн-Роденег (* 30 юни 1599, Лиенц; † 25 октомври 1650), дъщеря на фрайхер Зигизмунд фон Волкенщайн-Роденег (1554 – 1624) и фрайин Анна Хелена фон Фирмиан († 1602). Те имат един син:
- Кристоф фон Куенбург (* 24 юли 1618; † 11 април 1704), граф, женен на 11 май 1667 г. в Грац за фрайин Анна Мария Констанция фон Куенбург (* 1635; † 29 май 1688, Тамсвег)